# Șelăreasca, Argeș
Șelăreasca este un sat în comuna Bârla din județul Argeș, Muntenia, România.